# جورج ماير (لاعب شطرنج)
جورج ماير (بالألمانية: Georg Meier)‏ هو لاعب شطرنج ألماني، ولد في 26 أغسطس 1987 في ترير في ألمانيا.

## وصلات خارجية
- جورج ماير على موقع الاتحاد الدولي للشطرنج (الإنجليزية)
- جورج ماير على موقع مباريات الشطرنج (الإنجليزية)
- جورج ماير على موقع 365Chess.com (الإنجليزية)
- جورج ماير على موقع Chesstempo.com (الإنجليزية)
- جورج ماير على موقع الاتحاد الأمريكي للشطرنج (الإنجليزية)
- جورج ماير سجل أولمبياد الشطرنج على موقع OlimpBase.org (الإنجليزية)